# جليكوسوم

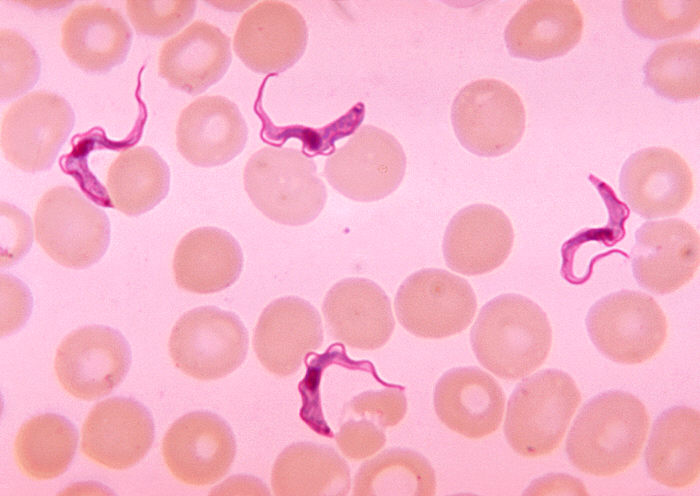
الطفيلي تريبانوسوما (Trypanosoma) في لطاخة دموية مأخوذة من مريض مصاب بداء المثقبيات الأفريقي (مرض النوم)

الجليكوسوم عبارة عن عضية محاطة بالغشاء تحتوي على إنزيمات محللة السكر. تم استخدام المصطلح لأول مرة بواسطة سكوت وستيل في عام 1968 بعد أن أدركا أن الجليكوجين في الخلية لم يكن ثابتًا ولكنه جزيء ديناميكي. يوجد في عدد قليل من أنواع الأوليات وعلى الأخص في المثقبيات المسببة للأمراض البشرية، والتي يمكن أن تسبب مرض النوم ومرض شاغاس وداء الليشمانيا. تحاط العضية بغشاء واحد وتحتوي على مصفوفة بروتينية كثيفة. يُعتقد أنه تطور من مادة البيروكسيسوم. تم التحقق من ذلك من خلال العمل المنجز على علم وراثة الليشمانيا.
يجري حاليا البحث على الجليكوسوم كهدف محتمل للعلاج بالأدوية. يُستخدم مصطلح الجليكوسوم أيضًا للتعبيرعن الهياكل المحتوية على الجليكوجين الموجودة في خلايا الكبد المسؤولة عن تخزين السكر، ولكنها ليست عضيات مرتبطة بالغشاء.

## التركيب
تتكون الجليكوسومات من الجليكوجين والبروتينات. البروتينات هي الإنزيمات المرتبطة بعملية التمثيل الغذائي للجليكوجين. تشكل هذه البروتينات والجليكوجين معقدًا لتكوين عضية مميزة ومنفصلة. يتم استيراد بروتينات الجليكوسومات من ريبوسومات خلوية خالية. البروتينات التي يتم استيرادها إلى العضية لها تسلسل محدد، تسلسل نهاية PTS1 للتأكد من وصولها إلى المكان الصحيح. إنها تشبه حبيبات ألفا الموجودة في العصارة الخلوية لخلية مملوءة بالجليكوجين. عادة ما تكون الجليكوسومات مستديرة إلى بيضاوية مع اختلاف الحجم في كل خلية. على الرغم من وجود الجليكوجين في السيتوبلازم، إلا أنه في الجليكوسوم منفصل ومحاط بغشاء. الغشاء عبارة عن طبقة ثنائية من الدهون. يتطابق الجليكوجين الموجود داخل الجليكوسوم مع الجليكوجين الموجود بحرية في العصارة الخلوية. يمكن أن ترتبط الجليكوسومات بالعديد من الأنواع المختلفة من العضيات. تم العثور على أنها مرتبطة بالشبكة الساركوبلازمية وخيوطها الوسيطة. تم العثورعلى جليكوسومات أخرى مرتبطة بالليفات العضلية والميتوكوندريا، أو الشبكة الإندوبلازمية الخشنة، أوغمد الليف العضلي، أو جهاز جولجي. قد يمنح التعلق بالجليكوسوم تمييزًا وظيفيًا بينهما؛ يبدو أن الجليكوسومات المرتبطة بالألياف العضلية تخدم الميوسين من خلال توفيرركائز الطاقة لتوليد الأدينوسين ثلاثي الفوسفات من خلال تحلل السكر. تستفيد الجليكوسومات الموجودة في الشبكة الإندوبلازمية الخشنة والناعمة من الانزيم الباني للجليكوجين.

## الوظيفة
تعمل الجليكوسومات في العديد من العمليات في الخلية. تشمل هذه العمليات تحلل السكر، واستخلاص البيورينات، وأكسدة بيتا للأحماض الدهنية، وتخليق دهون الإيثر.

### تحلل السكر
الوظيفة الرئيسية التي يخدمها الجليكوسوم هي مسار تحلل السكر الذي يتم داخل غشاءه. من خلال تجزئة تحلل السكر داخل الجليكوسوم، يمكن أن تكون الخلية أكثر نجاحًا. في الخلية، يكمل العمل في العصارة الخلوية والميتوكوندريا والجليكوزوم وظيفة استقلاب الطاقة. يولد استقلاب الطاقة هذا أدينوسين ثلاثي الفوسفات من خلال عملية تحلل السكر. الجليكوسوم عبارة عن مجموعة من الإنزيمات المحللة للسكر الرئيسية في مسار تحلل السكر. يستخدم هذا المسار لتفكيك الأحماض الدهنية من أجل الكربون والطاقة. ومع ذلك، لا تحدث عملية تحلل السكر بأكملها في الجليكوسوم. الأهم من ذلك، أن العملية في العضية لا تحتوي على تخليق صافٍ للأدينوسين ثلاثي الفوسفات. يأتي أدينوسين ثلاثي الفوسفات لاحقًا من عمليات خارج الجليكوسوم. يحتاج الجزء الداخلي من الجليكوسوم إلى NAD+ للعمل وتجديده. يستخدم الفركتوز 1,6-بيفوسفات في الجليكوسوم كطريقة للمساعدة في الحصول على عوامل مؤكسدة للمساعدة في بدء تحلل الجلوكوز. يقوم الجليكوسوم بتحويل السكر إلى 3 فوسفوجليسيرات.

### استخلاص البيورين
وظيفة أخرى للجليكوسومات هي استخلاص البيورين. لا تستطيع الطفيليات التي تحتوي على الجليكوسومات الموجودة في خلاياها أن تصنع البيورين داخلياً. يتم بعد ذلك تصدير هذا البيورين المنتج في الجليكوسوم من الجليكوسوم لاستخدامه في الخلية في الحمض النووي. في الخلايا الأخرى، توجد الإنزيمات المسؤولة عن ذلك في العصارة الخلوية. هذه الإنزيمات الموجودة في الجليكوسوم للمساعدة في التخليق هي الجوانين والأدينين فسفوريبوزيل ترانسفيراز، وهيبوكسانثين. تحتوي كل هذه الإنزيمات على تسلسل PTS1 في تسلسل الكربوكسيل الخاص بها بحيث يتم إرسالها إلى الجليكوسوم.

## الدليل

### الدليل المجهري
كشفت التقنيات المجهرية عن الجليكوسوم في الخلية وأثبتت بالفعل وجود عضية مرتبطة بالغشاء في الخلية للجليكوجين وعملياته. أشارت النتائج التي توصل إليها بول إرليش في وقت مبكر من عام 1883 إلى أنه من خلال المجهر يمكن معرفة أن الجليكوجين في الخلية كان دائمًا موجودًا مع ما أسماه الناقل، عُرف لاحقًا أنه بروتين. شوهد الجليكوجين نفسه دائمًا في الخلية باتجاه القطب السفلي في مجموعة واحدة ثابتة. عندما حاول العلماء صبغ ما كان يُفترض أنه جزيئات جليكوجين بسيطة، كان للصبغ نتائج مختلفة. هذا يرجع إلى حقيقة أنها لم تكن جزيئات جليكوجين حرة ولكنها في الحقيقة جليكوسوم. تمت دراسة الجليكوسوم في المجهرعن طريق فحص الجليكوسوم المصبوغ بخلات اليورانيل. كان الذي شوهد مصبوغاً هو البروتين الذي كان جزءًا من الجليكوسوم. عادةً ما يرتبط الجليكوجين الموجود في الجليكوسوم بالبروتين الذي يزيد وزنه عن مرتين إلى أربعة أضعاف وزن الجليكوجين. ومع ذلك، يوجد الجليكوجين نفسه، بعد تنقيته، مع القليل جدًا من البروتين، أقل من ثلاثة في المائة بشكل طبيعي، مما يدل على أن الجليكوسوم مسؤول ويعمل من خلال وجود البروتينات والإنزيمات اللازمة للجليكوجين في الجليكوسوم. مع صبغ اليورانيل، كحمض، سيؤدي إلى تفكك البروتين من الجليكوجين. سيشكل الجليكوجين بدون البروتين تكتلات كبيرة وستكون البقعة هي البروتين. هذا يعطي وهم اختفاء الجليكوجين لأنه غير ملوث، لكنه ينفصل عن البروتين الذي يرتبط به عادة في الجليكوسوم.

### الأدلة البيوكيميائية
تم العثور على مجموعة متنوعة من الأدلة من خلال الكيمياء الحيوية لإعطاء دليل على وجود الجليكوسومات في الخلايا. في العضية التي يُفترض أنها جليكوسوم، تم العثور على العديد من البروتينات. وتشمل هذه الجليكوجين سينثيز، فسفوريلاز، والإنزيمات المتفرعة والمفتوحة للجليكوجين. كل هذه الإنزيمات التنظيمية اللازمة لتخليق الجليكوجين. يتطلب بدء تخليق الجليكوجين وجود الجليكوجين الموجود في الجليكوسومات، وهو بروتين تمهيدي. كما هو مذكور، يساعد الانزيم الباني للجليكوجين في استطالة الجليكوجين ويساعد إزالة الجلوكوز من الجليكوجين عن طريق إزالة الانزيمات والفوسفوريلاز. تم العثور على كل هذه الإنزيمات في الجليكوسوم، مما يدل على أن هذه العضية كاملة مع الجليكوجين أيضًا مسؤولة عن تخزين الجليكوجين ومنفصلة عن العصارة الخلوية.

## أنواع
هناك نوعان من الجليكوسومات الموجودة في الخلايا التي تظهرهذه العضيات المتخصصة. هاتان المجموعتان عبارة عن الليوجلايكوسومات وديسموغليكوسومات. وهي تختلف في ارتباطها بالعضيات الأخرى في الخلية، جنبًا إلى جنب مع وفرتها النسبية. أظهرت الدراسات أن الخلايا السليمة تحتوي على المزيد من الليوغليكوسومات بينما الخلايا المتعطشة تحتوي على المزيد من ديسموجليكوسومات.

### ليوجليكوسومات
الليوغليكوسومات هي جليكوسومات خالية في العصارة الخلوية للخلية. تتأثر هذه الأنواع من الجليكوسومات بالحامض. تميل إلى أن تكون أقل كثافة إلكترونية من النوع الآخرمن الجليكوسوم. عادة ما توجد الليوجليكوسومات أيضًا في سلاسل في العصارة الخلوية. نظرًا لأن الليوغليكوسومات ليست مرتبطة بالأنسجة، فمن الممكن استخراج هذه الجليكوسومات بالماء المغلي.

### ديسموجليكوسومات
لا تكون حرة في العصارة الخلوية ولكنها بالأحرى مع عضيات أو هياكل أخرى في الخلية. ترتبط هذه الهياكل بالعضيات الأخرى المذكورة مثل اللييفات العضلية والميتوكوندريا والشبكة الإندوبلازمية. هذا يفسر سبب وجود ديسموجليكوسومات في خلايا العضلات. لا تتأثر هذه الجليكوسومات بالحامض. لم يتم العثور على هذه الجليكوسومات لتشكيل مجموعات ولكنها تظل منفصلة كعضيات مفردة. بسبب الكمية العالية من البروتين التي يرتبط بها الجليكوسوم، عادة ما يتم ملاحظة كثافة إلكترونية عالية. لا يمكن استخلاصها من الماء المغلي لأنها مرتبطة بالأنسجة من خلال ارتباطها بالبروتين.